# Kino eksploatacji

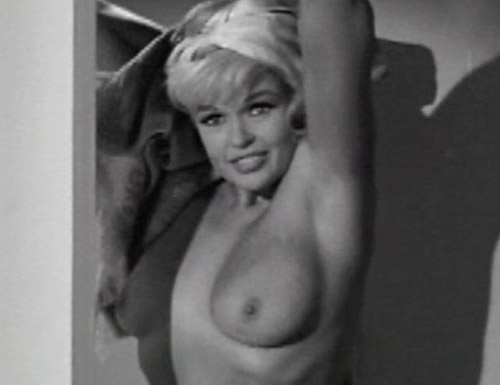
Jayne Mansfield w Obietnice! Obietnice! – przedstawicielu gatunku

Kino eksploatacji (ang. Exploitation film) – przeważnie niskobudżetowe, amatorskie filmy realizowane przez pasjonatów lub początkujących artystów na tematy uznawane za niecenzuralne, wulgarne i tabu, np. seks, zboczenia, przemoc, okrucieństwo, wynaturzenia. Jednak także w tym gatunku pojawiały się pozycje uznane przez krytykę, czy takie które uzyskały status filmów kultowych.
Kino eksploatacji ma swoje początki w amerykańskim kinie samochodowym lat 50. XX wieku. Filmy tego typu często nawiązują do bieżących wydarzeń – np. filmy z lat 60. XX odwoływały się do wojny nuklearnej Stanów Zjednoczonych ze Związkiem Socjalistycznych Republik Radzieckich.

## Podgatunki
- nazi exploitation – główna oś to naziści, wykorzystujący więźniów obozów koncentracyjnych
- sexploitation – miękkie porno
- Kino kanibalistyczne
- zombie
- splatter films – krwawe horrory
- blaxploitation
- slasher movie – psychopatyczni mordercy
- Rape and revenge
- Ozploitation
- film motocyklowy

## Niektórzy twórcy
- Ed Wood
- John Waters
- Wes Craven
- Roger Corman
- Jesús Franco
- Russ Meyer
- Joseph W. Sarno